# Utopía (Texas)
Utopía es un lugar designado por el censo ubicado en el condado de Uvalde en el estado estadounidense de Texas. En el Censo de 2010 tenía una población de 227 habitantes y una densidad poblacional de 29,59 personas por km².

## Geografía
Utopía se encuentra ubicado en las coordenadas 29°37′27″N 99°30′46″O / 29.62417, -99.51278. Según la Oficina del Censo de los Estados Unidos, Utopía tiene una superficie total de 7.67 km², de la cual 7.65 km² corresponden a tierra firme y (0.34%) 0.03 km² es agua.

## Demografía
Según el censo de 2010, había 227 personas residiendo en Utopía. La densidad de población era de 29,59 hab./km². De los 227 habitantes, Utopía estaba compuesto por el 94.71% blancos, el 0% eran afroamericanos, el 0% eran amerindios, el 0% eran asiáticos, el 0.44% eran isleños del Pacífico, el 3.08% eran de otras razas y el 1.76% pertenecían a dos o más razas. Del total de la población el 9.25% eran hispanos o latinos de cualquier raza.